# Glebych minutissimus
Glebych minutissimus (лат.) — вид пауков, единственный в составе рода Glebych из семейства пауки-тенётники (Theridiidae). Один из мельчайших в мире пауков и самый мелкий среди Theridiidae (длина около 0,8 мм). Эндемик Перу. Род Glebych назван в честь российского арахнолога Кирилла Глебовича Михайлова. 

## Распространение и экология
Южная Америка (Анды): Перу, Junin Region, Calabaza Village, 11º30′33′′S 74º50′35′′W, на высоте 2500 м. Туманный лес, среди эпифитных мхов и бромелиевых.

## Описание
Длина тела самцов от 0,79 до 0,92 мм, длина карапакса около 0,36 (он шире своей длины). Шесть вздутых глаз расположены в две группы (триады). Хелицеры с 3 промаргинальными зубцами у самцов и 5 у самок. Основная окраска карапакса и ног желтовато-оранжевая, брюшко бледно-серое. Новый род отличается от всех Theridiidae, у которых известен тарзальный орган, проксимальным положением этого органа, шестью глазами и другими признаками, а также мельчайшими размерами.

## Таксономия и этимология
Вид и род Glebych minutissimus был впервые описан в 2021 году российскими арахнологами: Кириллом Еськовым (Палеонтологический институт РАН, Москва) и Юрием Марусиком (Институт биологических проблем ДВО РАН, Магадан). Близок к роду Styposis. Род Glebych назван в честь российского арахнолога Кирилла Глебовича Михайлова (Москва) по случаю его 60-летия. Видовое название G. minutissimus связано с мельчайшими размерами нового вида в семействе пауки-тенётники (Theridiidae).